# Liste des ZNIEFF de l'Isère
Cette liste recense les sites classés Zones naturelles d'intérêt écologique, faunistique et floristique du département de l'Isère.

## Statistiques
Le département de l'Isère compte 609 sites classés Zones naturelles d'intérêt écologique, faunistique et floristique sur 145 800 hectares de superficie, à couvrir environ 20 % du département.

## Liste des sites
- Alpages du versant oriental de la Croix de Belledonne
- Alpages et moraines de la Recoude
- Alpages et prébois du Sénépy
- Alpages et tourbière du Col du Sabot
- Alpages, rochers et lacs de la Botte
- Ancienne boucle de l'Isère au Bois Français
- Ancienne carrière de Saint Martin
- Ancienne gravière d'Ecorcheboeuf
- Anciennes sablières des Cumerts
- Balmes de Voreppe
- Balmes et falaises orientales de Chartreuse
- Bas-marais de Prélong à la Sagne
- Bas-marais du Villaret
- Bas-marais et forêt du versant de la Jasse
- Basse vallée du Drac
- Bassin du Flumet
- Bois Bouchet
- Bois communal de Saint Bonnet et col de la Madeleine
- Bois de la Chana
- Bois de la Combe et de Côte Claire
- Bois de Ponsonnet
- Bois de Turitin, vallon de l’Aillat
- Bois des Oves au lieu-dit La Renaudière
- Bois du Grand village et Riou Brigoud
- Bois du Sapey
- Bois humide et zone bocagère de la Bonnardière
- Bois, landes et prairies de fauche des Adversets et des Tartisses
- Bois, pelouses et falaises du col de l’Aup
- Boisement du Mas de l'Ile et Boucle de la Taillat
- Boisement humide du Sauvage
- Boisement humide et ruisseau du Calaveyson
- Boisement thermophile de la montagne de Grand Roche
- Boisements alluviaux de l'Isère, de Pontcharra à Villard-Bonnot
- Boisements des Vernes
- Boisements du Château de Luzy
- Boisements du Mollard des Iles
- Boisements d’Aulne glutineux des Guillardières
- Boisements humides de Bouvetaire
- Boisements humides de la Garenne
- Boisements humides du Malafossant
- Boisements humides du ruisseau de la Corbassière
- Boisements thermophiles de St-Vincent-de-Mercuze
- Boisements thermophiles du Domaine de Raud
- Boucle des Moiles
- Boucle des Sablons
- Butte de Montbron et carrières
- Carrière au nord des Bûches
- Carrière de Coquaz
- Carrière de la Côte de l’étang
- Carrière de la Ferme de Lordan
- Carrières du Combeau et de Roche Comment
- Carrières et pelouses sèches de Corbeyssieu
- Chogne et étang de Praille
- Col des Mouilles
- Colline sableuse du Birollet
- Combe de Beuclar
- Combe de Bonnard
- Combe du Grand Renaud
- Combe du Loup
- Combes du Fayet
- Côte de Meyrié
- Coteau boisé de Levau
- Coteau boisé des Gorges du loup
- Coteau de Cessieu
- Coteau sec du Collet
- Coteaux de Seyssuel et ruisseaux du Pied Ferrat
- Coteaux du Mont St Didier
- Coteaux et pelouses sèches de l’Isle Crémieu
- Cours de la Bourne de la Balme-de-Rencurel
- Cours supérieur de la rivière Galaure
- Crêt de la Couan
- Crête de Chalimont et Roche Rousse
- Crête des rochers de la montagne de Gresse
- Crêtes des Trois Pucelles à la Grande Moucherolle
- Crêtes orientales du massif du Vercors
- Crêtes rocheuses du Tabor
- Défilé de Malarage
- Dépression des Pierres
- Dune sableuse d'Ampro
- Ecorrées
- Église de Châtelus
- Église de Gresse-en-Vercors
- Église de la Salette-Fallavaux
- Église de Lavendens
- Église de Merlas
- Église de Monestier-d’Ambel
- Église de Pommier-la-Placette
- Église de St-Pierre-d'Entremont
- Église de Villeneuve-de-Marc
- Église des Caves
- Église des Gaudes
- Église Saint Jean
- Étang Barbarin
- Étang Bouvet
- Étang Darde
- Étang de Bas et falaises de Ravières de Bas, étang de Gillieu et de Bénétan et Creux de Len
- Étang de Billonay
- Étang de Chaligneu
- Étang de Chantesse
- Étang de Charavoux
- Étang de Charray
- Étang de Chassin
- Étang de Fallavier, vallon du Layet
- Étang de Fichaillon
- Étang de Fromentaux
- Étang de Gole
- Étang de Haute Jarrie
- Étang de Joanna Maria et bois environnants
- Étang de la Garde
- Étang de la Gorge, lande Buclay, les Léchères et étang de Beauve
- Étang de la Salette, petit Etang et Montchalin
- Étang de Lemps, marais de Gâ et bois de Burnoud
- Étang de Mai, étangs de Saint Jean-de-Chépy
- Étang de Montjoux
- Étang de Peysse, zone humide et carrières
- Étang de Ravoux, bois des Adrets
- Étang de Ry
- Étang de Saint Nicolas-de-Macherin
- Étang de Sort
- Étang des Autagnes
- Étang des Bannes
- Étang des Echerolles
- Étang des Fontaines
- Étang des Gouttes
- Étang des Moriaux
- Étang du Chêne et de Frignon
- Étang du Crey
- Étang du Fay
- Étang du Marais
- Étang du Moulin
- Étang du Plantier
- Étang du Vivier des Chartreux
- Étang et boisements humides des Petites Iles
- Étang et landes sèches de Marsa
- Étang et mare d'Evrieu
- Étang et mare du Moulin Couilloud
- Étang et tourbières de Charamel et butte de Montmuray
- Étang et zone humide de Vignieu
- Étang et zone humide du Pré du Clos
- Étang Flocarde
- Étang Givin
- Étang Malin
- Étangs de la Bryne, de Montclus et Pelouses sèches de Courtonge et de Poisa
- Étangs de la Feuillée et ruisseau d'Enfer
- Étangs de Mépieu
- Étangs de Saint Bonnet, Neuf et Vaugelas
- Étangs des Bonnevaux
- Étangs des Dames et bois environnants
- Étangs du Mont Clardin
- Étangs et mares de Pontiaux
- Étangs et pelouses sèches des côtes du Cerriau
- Étangs et prairies humides de Notre-Dame de l’Osier
- Étangs Gonin, prairies et bois de Laye
- Falaise de la Dent de Moirans
- Falaises au-dessus de Valsenestre
- Falaises de la Crête du Diable
- Falaises de la Gorge du Loup et combe d'Amblérieu
- Falaises des ruisseaux d'Alloix aux Dégouttés
- Falaises du Canyon des Écouges
- Falaises et pieds de falaises de la bordure méridionale des hauts plateaux du Vercors
- Ferme des Léchères et étang de la Leva
- Forêt alluviale de Chapareillan
- Forêt de Chantelouve
- Forêt de conifères du parking de la Gâte
- Forêt de Génieux
- Forêt de Grand Bois
- Forêt de la Croix de Toutes Aures
- Forêt de Lioutarday
- Forêt de Pomarey
- Forêt de résineux de Montrond
- Forêt de Saint Hugon, vallée de Bens
- Forêt des Blaches
- Forêt des Fourneaux
- Forêt des Rochers de la Bourgeoise
- Forêt du Replat
- Forêt du Serverin et grottes de la Balme
- Forêt et alpages de Jocou
- Forêt et pelouse du Crêt de Chazay
- Forêt et pelouses du versant de la Pernière
- Forêt et prairie des Rossiots
- Forêt et rochers de la rive gauche du Vénéon
- Forêt et rochers du Bout-du-Monde
- Forêts de Combignon
- Forêts et prairies de Sert Bérard
- Forêts riveraines des ruisseaux des Rajans, du Caron et de la Combe Pigna
- Forêts thermophiles et pelouses de l’Obiou
- Fours à Chaux d'Optevoz, bois de Billonay, étang Neuf, marais et étang de la Rama
- Freydières
- Friche de Saint martin
- Glacier de la Pilatte
- Gorges de Crossey
- Gorges de l'Infernet
- Gorges de la Fusa, Sigalet et Mont de Rosset
- Gorges de la Roize, de Gorboudière et du Réferon
- Gorges du Bret
- Gorges du Guiers vif et de l’Echaillon
- Gorges du Manival
- Gorges du Nant, cirque de Malleval
- Gorges d’Engins
- Grand champ et lac de Crucillieu
- Grands Goulets, rochers et bois de l’Allier, Grande Cournouse
- Gravière du Moulin de Peillard
- Gravières des Sambettes
- Gravières, lande et bois de Varézieu et canal du Catelan
- Grotte de Beptenaz
- Grotte de Rochevré
- Grotte et anciennes mines du pont du Prêtre
- Haute vallée de la Salse
- Haute vallée du Ferrand
- Hautes gorges de la Bourne
- Hauts plateaux sud du Vercors
- Ile de la Platière
- Ile de la Sainte et restitution de Sablons
- Île du Beurre et île de la chèvre
- Iles du Rhône de Sault-Brenaz à Briord
- L'Arselle
- L'Isère du pont d'Iseron à la confluence de la Bourne
- La Bonne sous Valbonnais
- La Varèze
- Lac d'Hières
- Lac de Bens
- Lac de Laffrey
- Lac de Pétichet
- Lac de Ref Bruyant
- Lac de Saint Julien-de-Ratz
- Lac des Tavernes
- Lac et cirque du Lauvitel
- Lac et prairies sèches de Moras
- Lac et tourbière de Saint Sixte
- Lac Froment, lac de Bey
- Lac Luitel
- Lac Mort
- Lac Saint Félix
- Lac, roselières et marais de Paladru
- Lacs Clair et Jublet
- Lacs et moraines de la Tête de la Toura
- Lacs et tourbières du plateau du Poursollet
- Lacs Robert et lac du Crozet
- Lagunage et milieux alluviaux de l'Eterpa
- Landes du col des Oudis
- Landes du Ferrouillet
- Landes et forêts du rocher du Château Vert
- Landes et rochers du Taillefer
- Le Collet d'Allevard
- Le Haut Gleyzin
- Le lac des Brosses
- Le Poutaz
- Le Rif Tort sous la Cime du Rachas
- Le Sablon
- Les Balmes de l'Isle
- Les Eynauds
- Les Grands Communaux
- les Grenouilles
- Les Mares de Jucle
- Les prairies sèches de Venon
- Les Sétives
- Les Taches
- Lieu dit Le Moulin à Saint Nazaire les Eymes
- Lône et forêt riveraine de l’Ile de Méant
- Marais alcalin de la Louvet
- Marais d'Avallon
- Marais de Bavonne
- Marais de Berland
- Marais de Biol à Doissin
- Marais de Boulieu
- Marais de Bourgoin
- Marais de Charvas
- Marais de Clandon
- Marais de Cras (ou de Colombier)
- Marais de Demptézieu
- Marais de Jallieu
- Marais de la Besseye
- Marais de la Centigonnière
- Marais de la Gutinière
- Marais de la Libarde
- Marais de la Pierre
- Marais de Lechère-Merlan
- Marais de l’Echaillon et bords de l’Isère jusqu’au bec de l’Echaillon
- Marais de Mayansin
- Marais de Montenas
- Marais de Montfort
- Marais de Montoux
- Marais de Nantes-en-Ratier
- Marais de Sailles
- Marais de Saint Aupre
- Marais de Saint Hilaire
- Marais de Saint Laurent du Pont et berges de l'Herretang
- Marais de Salette
- Marais de Seiglières
- Marais de St Vivant
- Marais de Voissant
- Marais des Engenières
- Marais des Grangeaux
- Marais des granges Molliat
- Marais des Lauzes
- Marais des Luippes, de l'Ambossu, gravière et bois de Champdieu
- Marais des Sagnes
- Marais des Sagnes à Saint Romans
- Marais du Gouret
- Marais du Grand Plan et Le Perrier
- Marais du Pont-de-Beauvoisin
- Marais du Puits d’Enfer
- Marais du val d’Ainan
- Marais du Vernay
- Marais et pelouse du coteau de l’Adret
- Marais et rivière de la Lèze
- Mare au sud de Côte Molette
- Mare d'Olouise
- Mare de la Gorge
- Mare de la Tuilière
- Mare de Vasselin
- Mare du Bourdet
- Mare et pelouse du Molard Coyne
- Mares de Craquenot
- Mares de la Paluette
- Massif de Chamechaude
- Massif de l’Etendard, moraine frontale du glacier de Saint Sorlin, col du Glandon
- Massif du Charmant Som
- Massif du Gargas
- Massif du Grand Som, forêt de la Grande Chartreuse
- Milieux alluviaux du Rhône du Pont de Groslée à Murs et Gélignieux
- Milieux alluviaux et lône de la Ferrande
- Milieux alluviaux et lône de la Négria
- Molard Violer, Bois de la Haute Serve et la Grande Plaine
- Mont Bayange et lac Dauphin
- Mont Jalla, mont Rachais
- Montagne de la Grande Sure
- Montagne de Tigneux
- Montagne du Coiro
- Montagne du Gleysin
- Montagne du Néron
- Montagne d'Uriol
- Montagnes de Bellemotte, Jocou, Mont Barral
- Montagnes du Gros Martel et de Meillarot
- Pelouse à l'est de Palange
- Pelouse à l'est de Vie de Bez
- Pelouse à l'ouest de Laiman
- Pelouse au nord de Chavanette
- Pelouse au nord de Chavanne
- Pelouse au nord des Brosses
- Pelouse au nord du Temple
- Pelouse au sud de Chanot
- Pelouse au sud de Manissieu
- Pelouse au sud de Marteret
- Pelouse au sud du Creux Darchette
- Pelouse au sud-ouest de la Coria
- Pelouse au sud-ouest du Pré Capitan
- Pelouse au sud-ouest du Tonkin
- Pelouse de Beauchêne
- Pelouse de Busserond
- Pelouse de Crivieu
- Pelouse de la Combe de Lancey
- Pelouse de la Croix de Revollat
- Pelouse de Molard Casset
- Pelouse de Monacles
- Pelouse de Planchamp
- Pelouse de Rochechin
- Pelouse de Vernoncle
- Pelouse des Charmieux
- Pelouse des sétives et gravières de Creux du Buis
- Pelouse des Vorges
- Pelouse du Lucle
- Pelouse du Molard de la Bise
- Pelouse du Mont de Dent et la Bornadelle
- Pelouse du Mont Méclat
- Pelouse et boisement thermophile de Balaize
- Pelouse et boisements thermophiles de la Chaisse
- Pelouse et source de Briche Maillet
- Pelouse et zone humide au nord-est des Layettes
- Pelouse et zones humides des Rivaux
- Pelouse sèche de la Barbière
- Pelouse sèche de La Carrallière
- Pelouse sèche de la Roche
- Pelouse sèche de Soubeyranne
- Pelouse sèche des Eyminées
- Pelouse sèche du Buisson
- Pelouse sèche du Charron
- Pelouse sèche du château du Coudray
- Pelouse sèche du Châtelar
- Pelouse sèche du Fort du Bourcet
- Pelouse sèche du Four
- Pelouse sèche et boisement thermophile de Bel-Air
- Pelouse sèche et boisements thermophiles de Pinjallas
- Pelouse sèche et rochers de Verdun
- Pelouse sèche et vergers du Mont Guillerme
- Pelouses de Goullières
- Pelouses de Grivoux
- Pelouses de Malatret
- Pelouses de St Baudille de la Tour
- Pelouses des Hayes, de Charpine et de Merculat
- Pelouses et boisements thermophiles de Saint Michel
- Pelouses et vergers du ruisseau de Charentonge
- Pelouses sèches de Balmottes
- Pelouses sèches de St-Pierre-de-Méaroz
- Pelouses sèches des Devinailles
- Pelouses sèches du Clos Berche
- Pelouses sèches du Mont de Rive
- Pelouses sèches du Pionné
- Pentes et falaises de la Belle Etoile
- Pentes et falaises du Champ de l'Aiguille
- Pentes montagneuses du col de Sarenne
- Petit bois de Chimilin
- Petites zones humides de Chamrousse
- Petits Goulets et rochers de l’Arp
- Pinèdes sèches de la côte Mandaire
- Plaine de Carloz et coteaux environnants
- Plaine du Bourg d'Oisans partie Nord
- Plaine du Bourg d'Oisans partie Sud
- Plan de la Cavale et Clos du Pertuis
- Plan de Vernieu, étang de Vénérieu, marais de Villieu
- Plan des Cavalles
- Plan du Lac sur le Vénéon
- Plateau de Chambaran
- Plateau de la ferme Chavant
- Plateau de Roche Mantel et Roche Pourrie
- Plateau de Sornin, montagne de la Graille
- Plateau des Vouillants
- Plateaux et bordure occidentale des hauts plateaux du Vercors
- Pointe Nord du mont de Lans
- Prairie de fauche des Cadorats
- Prairie de Matarion
- Prairie de St Didier de Bizonnes
- Prairie d’Herbouilly
- Prairie et carrières Chambrettier
- Prairie et coteau sec du ruisseau du Vaillet
- Prairie et forêt du Pey Bousou
- Prairie et lac de la Montagne du Conest
- Prairie humide de la Citadelle
- Prairie humide de la Frette
- Prairie humide de la Léchère de Molletunay
- Prairie humide de la Talonnière
- Prairie humide de l’Oursière
- Prairie humide de Préversir
- Prairie humide de Serrières
- Prairie humide des Prés
- Prairie humide du Barbarin
- Prairie humide du Pré Cuzin
- Prairie humide du torrent de St-Oblas
- Prairie humide du Villard
- Prairies de fauche du Pey
- Prairies de l'aéroport de Lyon Saint Exupéry
- Prairies de l’aéroport de Saint Etienne-de-Geoirs
- Prairies du Col du Fau
- Prairies du Grand pré
- Prairies d’Arthodon
- Prairies et boisements thermophiles de Prébois
- Prairies et forêts de la Plaine du Milieu
- Prairies et forêts du col du Coq
- Prairies humides de Carisieu
- Prairies humides de Château vieux
- Prairies humides des Corniols
- Prairies humides des Sables
- Prairies humides entre Virieu et Chabons
- Prairies humides et étangs de St-Etienne de St-Geoirs
- Prairies sèches de la Sarrasine
- Prairies sèches de Moretel de Maille
- Prairies sèches de Revel
- Prairies sèches de Sainte Agnès
- Prairies sèches de St Jean Le Vieux
- Prairies sèches de St Martin d'Uriage et Herbeys
- Prairies sèches de St Martin d'Uriage Nord
- Prairies sèches du Cros de l’Osier
- Prairies sèches, bois et mares de Charbonnière
- Pré Rond
- Promontoire de Monteynard
- Ravins et pelouses de la Croix haute
- Réserve naturelle des Hauts de Chartreuse
- Ripisylve de la Lyonne et de la Bourne
- Rivière d'Ain de Neuville à sa confluence
- Rivière de la Save et zones humides associées
- Rivière et zone humide de l'Huert
- Rivière la Gère
- Roche des Darances
- Rocher de Bellevue
- Rochers de Comboire
- Rocher de l'Armentier
- Rochers de Goutaroux et de l’Aubeyron
- Rochers de l’Ecoutoux
- Rochers de Presles et de Choranche
- Rochers de Rochepleine
- Rochers du Cuchet
- Rochers du Mollard
- Rochers du Ratz
- Rochers et landes de la vallée du Gabouleou
- Rochers et moraines des vallons de la Haute Pisse et d’Aillot
- Roselière de Marlieu
- Roselière de Teissonnière
- Roselière des Vessières
- Roselière du Burlet
- Roselière et ruisseau de Malessard
- Ruisseau du Tarze
- Ruisseau Combos
- Ruisseau de Célin
- Ruisseau de Valancey
- Ruisseau de Verneieu
- Ruisseau des Eydoches
- Ruisseau du château de Chapeau Cornu
- Ruisseau du Loudon et milieux environnants
- Ruisseau du Merdaret
- Ruisseau du Vauchesse
- Ruisseau et Etang Rompu
- Ruisseau le Tarze
- Ruisseau le Tréry
- Ruisseau le Valéré
- Ruisseaux de Chambaran
- Ruisseaux de Pissoud et de l'étang de Dolomieu
- Ruisseaux du Moulin, de la Combe noire et de Rival
- Source captée de Fontan
- Source Clairette
- Source et zone humide de Chassieu
- Tête de Barhalon
- Tête de bassin du Furand
- Tourbière d'Etang Dauphin
- Tourbière de la Montagne
- Tourbière de la Petite-Lauze
- Tourbière de Prabert
- Tourbière de Pré Maudit
- Tourbière des Rivoires
- Tourbière du Col de l’Occiput
- Tourbière du Col des Mille Martyrs
- Tourbière du Lac
- Tourbière du Lac Praver
- Tourbière du Peuil
- Tourbière du ruisseau des Riondettes
- Tourbières de la Combe des Mermes
- Tourbières des Sept-Laux et du Crêt Luisard
- Tourbières du Vallon du Veyton
- Tourbières et Lac de Pierre Châtel
- Tourbières et lacs du versant du Fourchu
- Tourbières et landes de la Muzelle
- Tuffière et rochers du Mont Baret
- Val d'Amby
- Vallée de l'Arvette
- Vallée de la Bonne et du Drac
- Vallée de la Roizonne
- Vallée de la Sanne
- Vallée de la Valette
- Vallée de l’Hien et affluents
- Vallée du Vénéon
- Vallon amont du Drac
- Vallon de Biol et de Montfert
- Vallon de Gerbole
- Vallon de la Jarjatte
- Vallon de la Narce, combe des Rotes
- Vallon de la Souloise
- Vallon de Lanchâtra
- Vallon des Écouges
- Vallon des Etages
- Vallon du Bivet
- Vallon du Gorneton
- Vallon du Valausin
- Vallon et ruisseau de la Tuilière
- Vallons des Chambarans
- Versant adret de la montagne de Pied Moutet
- Versant adret de la vallée de la Romanche au Lac du Chambon
- Versant de la Croix de Trévoux
- Versant de pelouses et d'alpages à l'est de Corps
- Versant méridional du Saint Eynard
- Versant montagneux de la Courbe
- Versant montagneux du bois de l'Homme
- Versant montagneux sous la tête de Monvoisin
- Versant nord de l'Arcanier
- Versant nord du Roc d’Arguille
- Versant oriental du massif des Sept Laux
- Versant Ouest de la crête des Alleyrons
- Versant ouest de la vallée des Villards
- Versant rocheux de Côte Alamèle
- Versant rocheux de la Montagne du Roussillon
- Versant rocheux de la pointe nord du massif du Taillefer
- Versant rocheux sous Bons
- Versant rocheux sous Villard-Notre-Dame
- Versant sec de la Grande Rivoire
- Versant septentrional du Péou de Saint Maurice
- Versant sud de l'Arcanier
- Versant ubac de la vallée de la Romanche au lac du Chambon
- Versants nord et est de la Grande Aiguille
- Zone bocagère de Culin
- Zone bocagère relique de la Sévenne
- Zone humide au sud de Mollette et étang de Malseroud
- Zone humide de Corangle
- Zone humide de Corbelin
- Zone humide de l'Amballon
- Zone humide des Essarts
- Zone humide des Lècheres
- Zone humide des Rivoirettes
- Zone humide des Serpaizières
- Zone humide des Trainaux
- Zone humide des Verchères
- Zone humide du Grand Plan
- Zone humide du Pont du Gaz
- Zone humide du ruisseau de Saint Savin
- Zone humide du Tramolé
- Zone humide du Vernay
- Zones humides à l'ouest d'Olouise
- Zones humides de Sorlin
- Zones humides de la Haute-Bourne
- Zones humides de la Prairie et de Saint Hilaire
- Zones humides de la rivière Bièvre
- Zones humides de Lans-en-Vercors
- Zones humides de Montrevel
- Zones humides des bords de la Vieille et de la Bourbre
- Zones humides des bords du Méaudret
- Zones humides des Charmieux
- Zones humides des Marais et des Sétives
- Zones humides des moulins de Vallières et de Tabouret
- Zones humides du Mont Frais
- Zones humides du plateau de Roche Noire
- Zones humides et étang de la Corneille
- Zones humides reliques de la vallée de la Bourbre